# 1122 en santé et médecine
| Années de la santé et de la médecine : 1119 - 1120 - 1121 - 1122 - 1123 - 1124 - 1125    |
| Décennies de la santé et de la médecine : 1090 - 1100 - 1110 - 1120 - 1130 - 1140 - 1150 |

Cet article présente les faits marquants de l'année 1122 en santé et médecine.

## Fondations
- Pour accompagner l'armée de Mahmud II, sultan seldjoukide de Bagdad, le vizir Aziz al-Din al-Mustawfi met en place un hôpital de campagne transporté à dos de deux cents dromadaires, doté de médecins et d'infirmières et équipé du matériel médical et des tentes nécessaires à une armée en marche[1].
- 1121-1122 : fondation de léproseries à Riom en Auvergne[2].
- Vers 1122 : date la plus probable de la fondation de l'hôpital Saint-Raymond de Toulouse[3].
- 1122-1123 : Barthélemy de Jur, évêque de Laon en Picardie, fonde une maladrerie à La Neuville, faubourg de la ville épiscopale[4],[5].

## Publication
- 1121-1122 : Avenzoar (1091 ?-1162) rédige un traité « de vulgarisation médicale », le Kitab al-iqtisad fi islah al-anfus wa al-ajsad (« Livre sur la réforme des âmes et des corps »), qui aborde des questions d'hygiène et de pathologie et, en thérapeutique, celle de la dimension psychologique du traitement[6].

## Personnalités
- Fl. Zour, médecin et astrologue juif avignonnais, au service du roi Louis VI[7].
- 1122-1156 : fl. Barthélemy[8], médecin, qui adresse son disciple Bernard[8] à Pierre le Vénérable, abbé de Cluny, affligé d'un catarrhe.
- 1122-1165 : fl. André, médecin montpelliérain[9].

## Naissance
- Ibn Hubal (en) (mort en 1213), médecin arabe, connu pour son ouvrage Kitab al-Mukhtar fi al-ṭibb (« Le Livre des choix en médecine[10] »).

## Décès
- Jean de Villule (né avant 1070), médecin de Tours, qui a assisté Guillaume le Conquérant dans ses derniers moments au prieuré Saint-Gervais et a reçu de son successeur, Guillaume le Roux, l'évêché de Bath, et qui s'est intéressé aux eaux thermales[7].